# Isonychus maculatus
Isonychus maculatus är en skalbaggsart som beskrevs av Waterhouse 1874. Isonychus maculatus ingår i släktet Isonychus och familjen Melolonthidae. Inga underarter finns listade i Catalogue of Life.